# Luke Pearson

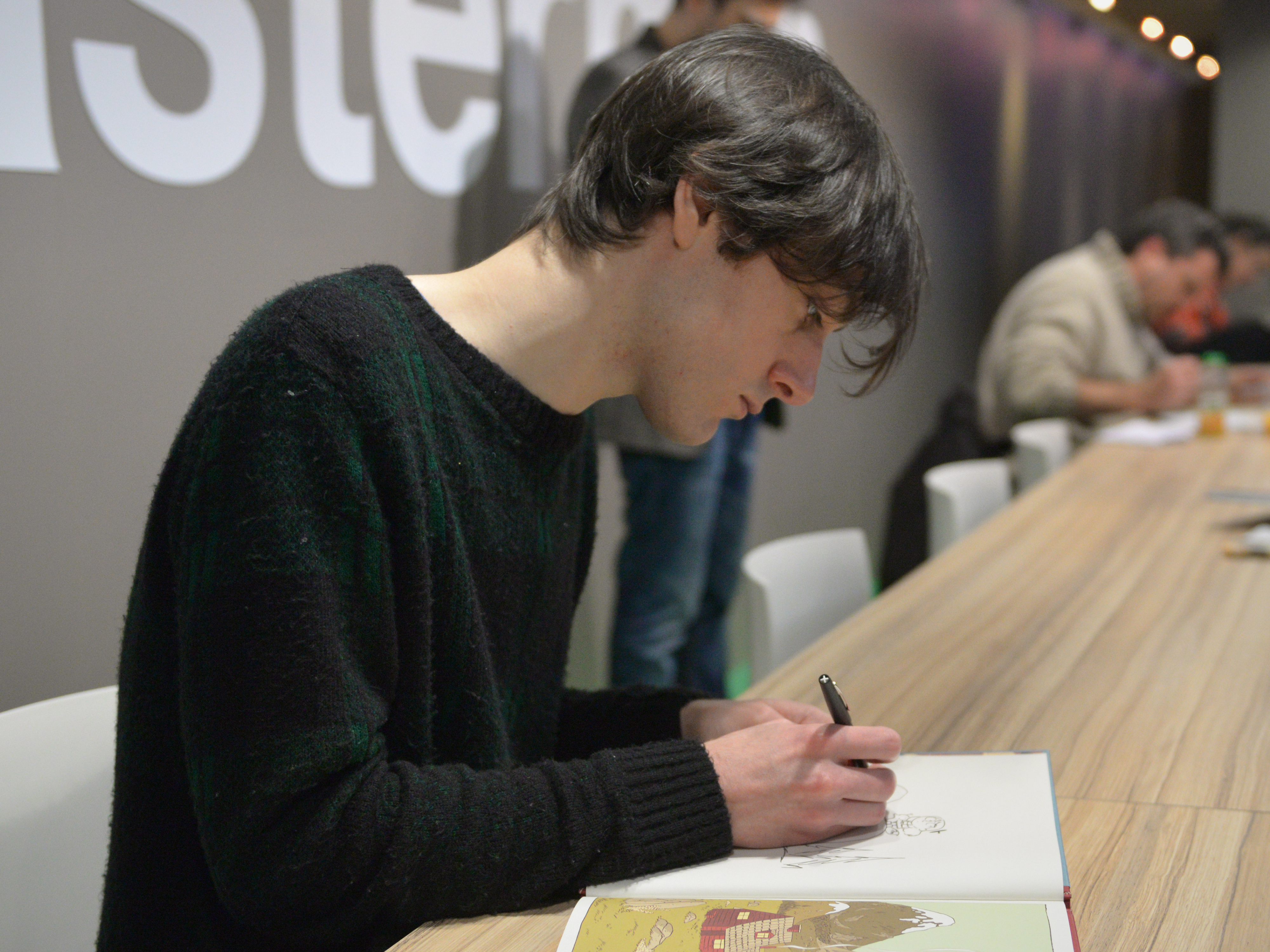
Luke Pearson (2015)

Luke Pearson (* 12. Oktober 1987) ist ein britischer Comic-Künstler sowie Drehbuchautor und Storyboard-Artist. Bislang zeichnete er acht Comicalben, wovon fünf Teil seiner Hilda-Reihe sind. Im Feuilleton wurde Pearson unter anderem als „einer der bemerkenswertesten Zeichner seiner Generation“ (FAZ) und „einer der weltweit interessantesten Comiczeichner“ (zeit.de) bezeichnet, und seine Hilda-Comics als „anspruchsvolle Comicreihe, die Kinder wie Erwachsene gleichermaßen begeistert“ (Deutschlandradio).

## Leben und Werk
Luke Pearson wuchs in der Nähe von Birmingham auf. 2010 schloss er die Universität mit einem Illustrationsabschluss ab und arbeitet seitdem als freischaffender Illustrator. Mit Some People (2010) und Dull Ache 1 - A collection of comics and drawings by Luke Pearson (2010) brachte Luke Pearson zwei Comicalben im Selbstverlag heraus. Mit Hildafolk (2010, 2013 Neuausgabe unter dem Titel Hilda and the Troll), Everything we miss (2011), Hilda and the Midnight Giant (2011), Hilda and the Bird Parade (2012), Hilda and the Black Hound (2014) und Hilda and the Stone Forest (2016) sind beim Londoner Nobrow-Verlag (ab 2013 unter dem Inprint Flying Eye Books) sechs Comics von Pearson erschienen. Diese Comics liegen auch in deutschsprachiger Übersetzung vor. Im Feuilleton wurde Pearsons Hilda-Reihe euphorisch aufgenommen:

„Poesie, Witz, Eleganz – und das für Leser allen Alters und beiderlei Geschlechts. Die Hilda-Serie ist eine Sensation.“

Für die fünfte und siebte Staffel der Animationsserie Adventure Time schrieb Pearson die Drehbücher von vier Folgen, bei denen er auch die Storyboards beisteuerte. Als seine Hilda-Comic-Reihe für Netflix adaptiert wurde, schrieb er dafür auch Drehbücher.
Neben seinen Comicalben sind seine Comics auch in Anthologien wie Solipsistic Pop, A Graphic Cosmogony und The Stool Pigeon erschienen, darüber hinaus teilweise auch im Internet. Pearson gestaltet Covers für Magazine wie The New Yorker und für Bücher, unter anderem bei Random House und Simon & Schuster. Bei Penguin erschien die Neuausgabe der Romane von Kyril Bonfiglioli mit Titelbildern von Luke Pearson. 2012 illustrierte er das Browserspiel The End.
Luke Pearson lebt mit seiner Freundin in Nottingham.

## Künstlerischer Stil
„Diese grafische Flexibilität ist typisch für Pearson; es ist bemerkenswert, wie stark er seinen Zeichenstil variiert: Everything We Miss ist in der Linienführung wie auch in der schwarz-grau-orangen Farbgebung sehr klar und reduziert, die Hilda-Bände zeichnet ein weitaus cartoonesker, groberer Strich aus, mit zwar pastelligen, aber doch ziemlich bunten Farben. […] Gemein ist Pearsons Arbeiten der Sinn für das Abseitige und eine zarte Magie.“

## Presseschau

### Everything We Miss(2011)
„Everything We Miss ist ein Meisterwerk poetischer Comicnarration. Momentaufnahmen erzählen die Entfremdung eines sehr durchschnittlichen Thirtysomething-Paares, immer wieder durchsetzt von Metaphern und Symbolen und unterbrochen von Blicken auf fremde Menschen, deren Schicksale nur kurz gestreift werden, als Ausdruck der Gleichzeitigkeit und Vergänglichkeit der Dinge.“

### Hilda and the Midnight Giant(2011) /Hilda und der Mitternachtsriese(2013)
„Die kleine Hilda ist die Heldin eines der schönsten Comics der vergangenen Jahre. Jetzt erscheint Hilda und der Mitternachtsriese endlich auf Deutsch - und bringt dem melancholisch-verspielten Zeichner Luke Pearson hoffentlich auch hierzulande viele Fans.“

„Das wunderschön illustrierte Märchen entfaltet sich zu einer Parabel über Toleranz. Je mehr die Figuren von einander erfahren, desto mehr bauen sie Vorurteile ab, bringen Verständnis für andere auf. Hilda und der Mitternachtsriese ist kein indoktrinierender Kindercomic, nach dessen Lektüre Kinder einzusehen haben, dass anders nicht gleich böse ist. Vielmehr hilft Pearson der Imagination auf die Sprünge und gibt den großen und kleinen Lesern dennoch genug Freiraum, sich selbst über das Erzählte Gedanken zu machen. Besonders, da der Schluss nicht eindeutig ist und der Riese, wie eine Naturgewalt, Chaos anrichtet, das Hilda aber nicht mehr erschüttern kann.“

„Schon lange erschien kein derart bezaubernder Comic für Leserinnen und Leser von 7 bis 77. Hilda, ein resolutes Mädchen mit blauem Haar, lebt mit ihrer Mutter in einer Berghütte, umgeben von Elfen, Trollen, Holzmännchen und anderen fantastischen Wesen. Daraus spinnt der erst 25-jährige Engländer Luke Pearson erstaunlich komplexe, emotionale und visuell verspielte Geschichten, in denen sich Wärme und Witz, Melancholie und Hoffnung, Realität und Hoffnung auf das Schönste verknüpfen.“

## Werke
| Englischsprachige Originalausgabe | Deutschsprachige Übersetzung | Anmerkungen                                                             |
| --- | --- | ----------------------------------------------------------------------- |
| 2010: Some People, Luke Pearson (Text und Illustration), Selbstverlag | | Comicalbum vergriffen nicht in deutschsprachiger Übersetzung erschienen |
| 2010: Dull Ache 1 - A Collection of Comics and Drawings by Luke Pearson, Luke Pearson (Text und Illustration), Selbstverlag                                                                                  | | Comicalbum vergriffen nicht in deutschsprachiger Übersetzung erschienen |
| 2010: Hildafolk, Luke Pearson (Text und Illustration), Nobrow Press (London), ISBN 978-1-907704-04-8, Neuausgabe 2013 unter dem Titel Hilda and the Troll, Flying Eye Books (London), ISBN 978-1-909263-14-7 | 2013: Hilda und der Troll, Matthias Wieland (Übersetzung aus dem Englischen), Reprodukt (Berlin), ISBN 978-3-943143-67-6                             | Comicalbum Hildafolk ist vergriffen                                     |
| 2011: Everything We Miss, Luke Pearson (Text und Illustration), Nobrow Press (London), ISBN 978-1-907704-17-8                                                                                                | 2014: Was du nicht siehst, Heinrich Anders (Übersetzung aus dem Englischen), Michael Hau (Handlettering), Reprodukt (Berlin), ISBN 978-3-95640-008-7 | Comicalbum                                                              |
| 2011: Hilda and the Midnight Giant, Luke Pearson (Text und Illustration), Nobrow Press (London), ISBN 978-1-907704-25-3                                                                                      | 2013: Hilda und der Mitternachtsriese, Matthias Wieland (Übersetzung aus dem Englischen), Reprodukt (Berlin), ISBN 978-3-943143-57-7                 | Comicalbum                                                              |
| 2012: Hilda and the Bird Parade, Luke Pearson (Text und Illustration), Nobrow Press (London), ISBN 978-1-909263-06-2                                                                                         | 2014: Hilda und die Vogelparade, Matthias Wieland (Übersetzung aus dem Englischen), Reprodukt (Berlin), ISBN 978-3-943143-96-6                       | Comicalbum                                                              |
| 2014: Hilda and the Black Hound, Luke Pearson (Text und Illustration), Flying Eye Books (London), ISBN 978-1-909263-18-5                                                                                     | 2014: Hilda und der Schwarze Hund, Matthias Wieland (Übersetzung aus dem Englischen), Reprodukt (Berlin), ISBN 978-3-95640-019-3                     | Comicalbum                                                              |
| 2016: Hilda and the Stone Forest, Luke Pearson (Text und Illustration), Flying Eye Books (London), ISBN 978-1-909263-74-1                                                                                    | 2017: Hilda und der Steinwald, Matthias Wieland (Übersetzung aus dem Englischen), Reprodukt (Berlin), ISBN 978-3-95640-125-1                         | Comicalbum                                                              |

## Nominierungen und Auszeichnungen
| Jahr | Buch                                                                                  | Nominierung / Auszeichnung                                                                            |
| ---- | ------------------------------------------------------------------------------------- | --- |
| 2012 | Hilda and the Midnight Giant / Hilda und der Mitternachtsriese                        | British Comic Award in der Kategorie Young People´s Comic Award                                       |
| 2013 | Hilda and the Midnight Giant / Hilda und der Mitternachtsriese                        | Eisner-Award in der Kategorie Beste Publikation für Kinder (8-12)                                     |
| 2013 | Hilda and the Midnight Giant / Hilda und der Mitternachtsriese und Everything we miss | Nominierung für den Eisner-Award in der Kategorie Bester Autor/Künstler                               |
| 2013 | Hilda and the Midnight Giant / Hilda und der Mitternachtsriese                        | Nominierung für die Sélection Jeunesse Comicfestivals in Angoulême                                    |
| 2013 | Hilda and the Midnight Giant / Hilda und der Mitternachtsriese                        | Aufnahme unter Die besten 7 Bücher für junge Leser im Juli, ausgelobt vom Deutschlandfunk             |
| 2013 | Hilda and the Bird Parade / Hilda und die Vogelparade                                 | Aufnahme in die Liste Notable Children’s Books of 2013 der New York Times in der Kategorie Bilderbuch |
| 2014 | Hilda and the Midnight Giant / Hilda und der Mitternachtsriese                        | Max-und-Moritz-Preis, Bester Comic für Kinder                                                         |